# Колико
Ко̀лико (на италиански: Colico, на местния диалект Колек) е град и община в Северна Италия.

## География
Градът е разположен на брега на езерото Лаго ди Комо в провинция Леко на област (регион) Ломбардия. Планински курорт. Население 7300 жители към 31 декември 2008 г.